# Licó d'Escarpea
Licó d'Escarpea (en llatí Lycon, en grec antic Λύκων) fou un actor còmic grec que va viure al segle IV aC.
Es va fer famós perquè va actuar davant Alexandre el Gran i en la representació va introduir una línia suplementària en la que demanava al rei deu talents. Alexandre s'ho va prendre amb humor, i el va cridar i els va donar, segons recullen Plutarc i Ateneu de Nàucratis. El Licó del que es conserva un epigrama a l'Antologia grega escrit per Fàlec, un epitafi on parla de les seves qualitats, és probablement aquest personatge.